# Судански динар
Судански динар (енгл. Sudanese dinar, симбол: LSd, £Sd, Sd) је име некадашње валуте Судана, и то у периоду од 1992. године до 2007. године.
ISO 4217 код динара који се користио у Судану је SDD.

## Историја
Динар је у Судану, 8. јуна 1992. године, заменио првобитно коришћену суданску фунту (енгл. Sudanese pound, арап. جنيه سوداني; симбол: ج.س., SDP), са односом 1 динар = 10 фунти. 10. јануара 2007. године, друга суданска фунта (симбол: SDG) уведена је са односом 1 фунта = 100 динара. Према тадашњој Централној банци Судана, динар је престао да циркулише после шестомесечног транзиционог периода. Фунта и динар су потврђени и признати као легалне валуте током овог шестомесечног раздобља, али су чекови од стране комерцијалних банака исплаћивани у фунтама. Банка Судана је почела са дистрибуисањем нове валуте до комерцијалних банака те је испоручила пошиљке новчаница на југ земље. Ова друга суданска фунта постала је једино законско платежно средство 1. јула 2007. године.

## Кованице
Кованице су коване у апоенима од ¼, ½, 1, 2, 5, 10, 20 и 50 динара (прављење два најмања апоена је отказано већ пре самог изласка кованица). После се одвило и смањивање величине кованица, те су оне произведене у периоду од 2001. године до 2003. године уопштено говорећи мање од оних скованих у периоду 1994—1999. Извор наводи да је планирано да се користе и биметалне кованице од 50 и 100 динара, али овај план је пропао због увођења друге фунте.

## Новчанице
Новчанице су издаване у апоенима од 5, 10, 25, 50, 100, 200, 500, 1000, 2000 и 5000 динара. Три најмања апоена су повучена из употребе 1. јануара 2000. године због бриге да би најчешће коришћене новчанице могле бити преносник болести. Новчанице старе фунте су такође коришћене и поред новчаница динара.

## Историјски течајеви
Течајеви суданског динара у односу на амерички долар у периоду 1995—2004 се могу видети овде.